# Crollo del mercato azionario del 2020

Mappa dei paesi del mondo per crescita del PIL nel 2020 come registrato dal Fondo Monetario Internazionale in data 26 gennaio 2021; le nazioni in marrone sono quelle che hanno affrontato una recessione.

Il crollo del mercato azionario del 2020-2022 (anche chiamato Recessione del COVID-19 in riferimento alla causa scatenante), è stato un crollo delle piazze azionarie globali, iniziato il 20 febbraio 2020 con le prime notizie di diffusione su ampia scala della COVID-19, e terminato intorno all’aprile del 2022 quando, nonostante alcune problematiche e crisi globali ancora esistenti (tra cui l’Invasione russa dell'Ucraina del 2022 e la conseguente crisi energetica ed una penuria di merci a causa della crisi delle catene di approvvigionamento e dei commerci), sono stati recuperati, per buona parte dei paesi del mondo, indici economici uguali o superiori rispetto a quelli registrati all’inizio del crollo.

## Sintesi della crisi

Movimenti del Dow Jones Industrial Average (DJIA) tra gennaio 2017 e dicembre 2020; evidenti sono il massimo pre-crollo il 12 gennaio 2020 ed il successivo crollo in seguito alla Pandemia da COVID-19 ed il recupero a nuovi massimi verso la fine dell’anno dopo l’annuncio della sintetizzazione di un vaccino.

Il 12 febbraio il Dow Jones Industrial Average (DJIA), il NASDAQ Composite e l’Indice S&P 500 hanno tutti chiuso a massimi record (il NASDAQ e lo S&P 500 hanno raggiunto ulteriori massimi record il 19 febbraio). 
In seguito tuttavia ad annunci di un’evoluzione in senso pandemico del SARS-CoV-2, un coronavirus recentemente scoperto a Wuhan, in Cina, e del conseguente confinamento di massa imposto dalle autorità, riaprendo, i mercati azionari mondiali hanno riportato il loro più ampio calo settimanale dalla crisi finanziaria del 2008 nel periodo tra il 24 ed il 28 febbraio, entrando pertanto in una correzione. 
A inizio marzo i mercati globali sono divenuti estremamente volatili e si sono verificate grandi oscillazioni. Il 9 marzo, la maggior parte dei mercati globali ha riportato severe contrazioni, principalmente in risposta alla pandemia di COVID-19 ed alle progressive imposizioni di restrizioni (confinamenti, quarantene) a livello mondiale, nonché alla guerra dei prezzi del petrolio tra la Russia e i paesi dell’OPEC guidati dall’Arabia Saudita. Questo giorno è divenuto comunemente noto come il Lunedì Nero (Black Monday), rappresentando allora il calo peggiore dalla grande recessione nel 2008.
Tre giorni dopo il Lunedì Nero, ci fu tuttavia un altro calo, il Giovedì Nero, nel quale i titoli azionari europei e nordamericani sono caduti più del 9%. Wall Street ha dunque sperimentato il suo maggior calo percentuale in un solo giorno dal Black Monday del 1987, mentre l’FTSE MIB della Borsa Italiana è sceso di circa il 17%, diventando il mercato più colpito durante il Black Thursday. Nonostante una risalita (rally) temporanea il 13 marzo (nel quale i mercati hanno avuto - in gergo tecnico postato - la loro miglior giornata dal 2008), tutti e tre gli indici di Wall Street sono caduti oltre il 12% alla riapertura dei mercati il 16 marzo. Almeno un indice del mercato azionario di riferimento in tutti i paesi del G7 e 14 dei paesi del G20 hanno affermato di essere in un mercato ribassista.
Nel crollo di marzo 2020, i titoli azionari globali hanno visto una flessione di almeno il 25% e del 30% nella maggior parte dei paesi del G20. Il 20 marzo, Goldman Sachs ha avvertito che entro la fine del secondo trimestre 2020 il PIL statunitense si sarebbe contratto del 29% e che la disoccupazione avrebbe potuto salire vertiginosamente almeno al 9%. Scott Morrison, il Primo ministro australiano, ha definito che l’incombente crisi economica era “simile alla Grande Depressione”.

## Il contesto

### Cause scatenanti principali
Il crollo del mercato azionario del 2020 si è verificato a causa della pandemia di COVID-19, la pandemia di maggior impatto dalla pandemia d'influenza spagnola del 1918-20 e dalla peste nera degli anni 1340. I crescenti timori e la chiusura dell'economia globale dovuta all'impatto economico della pandemia di COVID-19 sono ritenuti la causa principale del crollo del mercato azionario, sebbene molti esperti abbiano sostenuto si sia trattato di un “accelerante” piuttosto che di un'unica ragione fondamentale alla base del crollo.
Nel corso del 2019, l'FMI ha riportato che l'economia mondiale stava attraversando un “rallentamento sincronizzato”, entrando nel suo ritmo più lento dalla crisi finanziaria del 2007-08. Quando i mercati globali hanno iniziato a soffrire di un “forte deterioramento” dell’attività manifatturiera, si sono manifestate “crepe” nel mercato dei consumatori. Si pensava che la crescita globale avesse raggiunto il picco nel 2017, quando la capacità industriale totale a livello mondiale ha cominciato un declino sostenuto a inizio 2018. L’FMI ha attribuito al “commercio intensificato e le tensioni geopolitiche” la principale ragione del rallentamento, citando Brexit e la guerra commerciale tra Cina e Stati Uniti come motivi primari del rallentamento nel 2019, mentre altri economisti hanno incolpato i problemi di liquidità.
Dalla crisi finanziaria del 2007-08, c'è stato un ampio aumento dell’indebitamento delle imprese, con un incremento del prodotto mondiale lordo dall’84% nel 2009 al 92% nel 2019, circa 72.000 miliardi di dollari. Nelle otto maggiori economie mondiali (Cina, Stati Uniti, Giappone, Regno Unito, Francia, Spagna, Italia e Germania) il debito delle imprese complessivo era di circa 51.000 miliardi di dollari nel 2019, a fronte dei 34.000 miliardi di dollari del 2009. Ad un peggioramento del clima economico, le aziende con i livelli di debito elevati correrebbero il rischio di non riuscire a pagare gli interessi ai finanziatori o di rifinanziare il loro debito, costringendole a ristrutturarsi. Nel 2019, l’Institute of International Finance ha previsto che, in una recessione economica grave quanto la crisi del 2008, le società non finanziarie dovrebbero 19.000 miliardi di dollari, senza gli utili per coprire i pagamenti degli interessi sul debito emesso. Nel 2018, il McKinsey Global Institute ha avvertito che i rischi maggiori sarebbero stati per i mercati emergenti come Cina, India e Brasile, dove il 25-30% dei bond è stato emesso da società ad alto rischio.
Nell’aprile 2019, la curva dei rendimenti degli Stati Uniti si è invertita, scatenando i timori di una recessione mondiale nel 2020. L'inversione della curva dei rendimenti e le paure per la guerra commerciale hanno indotto la svendita nei mercati azionari globali nel corso di marzo 2019, sollecitando maggiori timori per l’incombenza di una recessione. L’aumento dei livelli di debito nell’Unione Europea e negli Stati Uniti ha sempre rappresentato una preoccupazione per gli economisti. Tuttavia, nel 2019, questa preoccupazione si è accresciuta durante il rallentamento economico e gli economisti hanno iniziato ad avvisare della possibilità che si verificasse una “bomba del debito” durante la crisi economica successiva. Il debito nel 2019 è stato superiore del 50% rispetto a quello raggiunto all’apice della Grande Crisi Finanziaria. Economisti hanno discusso che questo aumento del debito è quello che ha portato alle insolvenze sul debito nelle economie e nelle attività in tutto il mondo durante la recessione. A settembre 2019, la Federal Reserve ha iniziato ad intervenire nel ruolo di investitore per fornire fondi nel mercato dei pronti contro termine, giocando un fattore cruciale nell’innescare gli eventi che hanno portato al crollo; in quel periodo il tasso dei pronti contro termine è salito sopra l’8%.
Il tasso di disoccupazione negli Stati Uniti era al 3,6% a fine 2019, il tasso di disoccupazione più basso dalla Seconda Guerra Mondiale. Anche se il tasso di disoccupazione è sceso sostanzialmente tra il 2009 ed il 2019, la disparità di reddito ha continuato ad aumentare. Nel settembre 2019, lo United States Census Bureau ha riferito che negli Stati Uniti la disparità di reddito aveva raggiunto il suo livello più alto in 50 anni e l’Indice Gini è cresciuto dai 48.2 del 2017 ai 48.5 del 2018.

## Cronologia

### 10-14 febbraio
Lunedì 10 febbraio 2020, i mercati azionari dell’area Asia-Pacifico hanno chiuso al rialzo mentre i mercati azionari europei hanno chiuso misti; il Dow Jones Industrial Average, il NASDAQ Composite e lo S&P 500 hanno chiuso al rialzo (il NASDAQ Composite e lo S&P 500 a massimi record). I prezzi del petrolio sono aumentati dell’1%, mentre i rendimenti sui titoli del Tesoro USA a 10 e 30 anni sono caduti all’1.54% e allo 2.02% (con parte della curva dei rendimenti invertitasi quando i rendimenti decennali sono scesi sotto i rendimenti a tre mesi all’1.56%). L’11 febbraio, i mercati azionari dell’area Asia-Pacifico e i mercati azionari europei hanno chiuso in rialzo, mentre il Dow Jones Industrial Average ha chiuso piatto ma il NASDAQ Composite e lo S&P 500 hanno chiuso a nuovi massimi record. I prezzi del petrolio sono saliti del 2% e i rendimenti sui titoli del Tesoro USA a 10 e 30 anni sono aumentati rispettivamente all’1.59% e al 2.05%.
Il 12 febbraio, i mercati azionari dell’area Asia-Pacifico hanno chiuso in calo mentre i mercati azionari europei hanno chiuso con un rialzo; il Dow Jones Industrial Average, il NASDAQ Composite e lo S&P 500 hanno tutti chiuso a nuovi massimi record. I prezzi del petrolio sono saliti dell’1%, mentre i rendimenti sui titoli del Tesoro USA a 10 e 30 anni sono saliti rispettivamente all’1.63% e al 2.09%. Il 13 febbraio, i mercati azionari dell’area Asia-Pacifico sono saliti e i mercati azionari europei assieme ai mercati azionari statunitensi hanno chiuso in ribasso, con i prezzi del petrolio in rialzo ma i rendimenti sui titoli del Tesoro USA a 10 e 30 anni in calo rispettivamente all’1.58% al 2.04%. La Banca centrale del Messico ha tagliato il suo tasso overnight di 25 punti base. Il 14 febbraio, i mercati azionari dell’area Asia-Pacifico hanno chiuso in aumento mentre i mercati azionari europei hanno visto chiusure miste e il Dow Jones Industrial Average, il NASDAQ Composite e lo S&P 500 sono saliti al rialzo (segnando un netto positivo sulla settimana). I prezzi del petrolio erano stabili (ma hanno chiuso la settimana al rialzo), mentre i rendimenti sui titoli del Tesoro USA a 10 e 30 anni sono scesi rispettivamente all’1.58% e al 2.03%.

### 17-21 febbraio
Lunedì 17 febbraio 2020, i mercati azionari dell’area Asia-Pacifico hanno chiuso in calo ma i mercati azionari europei hanno chiuso in rialzo, mentre i mercati azionari statunitensi erano chiusi in osservanza del Giorno dei Presidenti. I prezzi del petrolio sono caduti, mentre i rendimenti sui titoli del Tesoro USA decennali sono scesi all’1.59%. il 18 febbraio, i mercati azionari dell’area Asia-Pacifico hanno chiuso in rialzo mentre i mercati azionari europei, il Dow Jones Industrial Average, il NASDAQ Composite e lo S&P 500 hanno tutti chiuso al ribasso. I prezzi del petrolio sono saliti più del 2% ma i rendimenti sui titoli del Tesoro USA a 10 e 30 anni sono scesi all’1.54% all’1.99%. Il Ministro delle finanze del Singapore Heng Swee Keat ha annunciato un programma di stimolo fiscale da 4.5 miliardi di dollari. Il 19 febbraio, i mercati azionari dell’area Asia-Pacifico e i mercati azionari europei hanno chiuso per la maggior parte al rialzo, mentre il Dow Jones Industrial Average è salito al rialzo e il NASDAQ Composite e lo S&P 500 hanno terminato a massimi record. I prezzi del petrolio sono saliti di un ulteriore 2%, mentre i rendimenti sui titoli del Tesoro USA a 10 e 30 anni sono scesi rispettivamente all’1.56% e al 2.00%. La Banca Popolare Cinese e la Banca Centrale della Repubblica di Turchia hanno tagliato i loro tassi di pronti contro termine rispettivamente di 10 e 50 punti base, mentre la Banca Centrale d’Argentina ha tagliato il suo tasso bancario di 400 punti base.
Il 20 febbraio, i mercati azionari mondiali hanno chiuso maggiormente al ribasso, mentre i prezzi del petrolio sono scesi dell’1% e i rendimenti sui titoli del Tesoro USA a 10 e 30 anni sono scesi rispettivamente all’1.51% e all’1.96%. La Banca Indonesia ha tagliato il suo tasso overnight di 25 punti base, mentre la Banca Centrale del Brasile ha annunciato che il 16 marzo avrebbe tagliato il suo obbligo di riserva dal 31% al 25%, prevedendo di rilasciare 135 miliardi di R$ (o 29 miliardi di dollari) nell’offerta di moneta. Il 21 febbraio, i mercati azionari di tutto il mondo hanno chiuso al ribasso sul giorno (con il Dow Jones Industrial Average, il NASDAQ Composite e lo S&P 500 che hanno chiuso la settimana in calo); i prezzi del petrolio sono scesi e i rendimenti sui titoli del Tesoro USA a 10 e 30 anni sono scesi rispettivamente all’1.45% e all’1.89% (con i rendimenti a 30 anni che hanno terminato ad un minimo storico).

### 24-28 febbraio
Lunedì 24 febbraio 2020, il Dow Jones Industrial Average e l’FTSE 100 sono caduti di oltre il 3% quando nel fine settimana, la diffusione dell’epidemia di coronavirus è peggiorata sostanzialmente fuori dalla Cina. Ciò ha fatto seguito al netto calo degli indici di riferimento in Europa continentale dopo i forti declini in Asia. DAX, CAC 40 e IBEX 35 sono tutti scesi di circa il 4% e l’FTSE MIB è caduto di oltre il 5%. C’è stato un grande calo nel prezzo del petrolio e un ampio aumento nel prezzo dell’oro, a un massimo su 7 anni. I rendimenti sui titoli del Tesoro USA a 10 e 30 anni sono scesi rispettivamente all’1.36% e all’1.81%. Il 25 febbraio, i mercati azionari mondiali hanno chiuso al ribasso, mentre i prezzi del petrolio sono caduti al loro livello più basso in oltre un anno, mentre i rendimenti sui titoli del Tesoro USA a 10 e 30 anni sono crollati a nuovi minimi record rispettivamente dell’1.31% e dell’1.80%. Il Ministro delle finanze indonesiano Sri Mulyani ha annunciato un programma di stimolo fiscale da 742 milioni di dollari.
Il 26 febbraio, i mercati azionari di tutto il mondo hanno concluso gli scambi con dati contrastanti; i prezzi del petrolio sono caduti per la quarta sessione di fila mentre i rendimenti sui titoli del Tesoro USA a 10 e 30 anni hanno subìto un calo rispettivamente all’1.30% e all’1.80%. La Banca Centrale Coreana ha rifiutato di tagliare il suo tasso overnight. Il 27 febbraio, a causa dei crescenti timori per l’epidemia di coronavirus, i mercati azionari dell’area Asia-Pacifico e quelli europei hanno visto un declino rispettivamente del 3 e del 5%, con il NASDAQ-100, l’indice S&P 500 e il Dow Jones Industrial Average che hanno postato le loro cadute più forti dal 2008 (e il Dow è sceso di 1,191 punti, il suo maggior calo giornaliero dalla crisi finanziaria del 2008). I prezzi del petrolio sono affondati al loro livello più basso in oltre un anno, mentre i rendimenti sui titoli del Tesoro USA a 10 e 30 anni sono scesi rispettivamente all’1.28% e all’1.77%. Il presidente della Banca Centrale Europea Christine Lagarde ha fatto sapere che la Banca Centrale Europea stava monitorando l’epidemia, ma che questa non stava ancora causando un impatto a lungo termine sull’inflazione pertanto non era ancora richiesta una risposta di politica monetaria.
Il 28 febbraio, i mercati azionari di tutto il mondo hanno riportato i loro maggiori declini su una singola settimana dalla crisi finanziaria del 2008, mentre i futures sul petrolio hanno assistito al loro più grande declino in una settimana singola dal 2009 e i rendimenti sui titoli del Tesoro USA a 10 e 30 anni sono scesi a nuovi minimi record rispettivamente all’1.12% e all’1.30%. Il Governatore della Banca d’Inghilterra uscente Mark Carney ha dichiarato che l’economia britannica (che era stagnante con un calo della produzione automobilistica nel quarto trimestre del 2019) era stata colpita dall’epidemia perché fortemente dipendente dalle entrate del turismo e dalle linee di approvvigionamento manifatturiere internazionali. Il presidente della Federal Reserve Jerome Powell ha affermato che l’epidemia stava ponendo “nuovi rischi all’attività economica” e che la Federal Reserve avrebbe utilizzato la politica monetaria per “agire in modo adeguato per sostenere l’economia” ma che “i fondamentali dell’economia degli Stati Uniti rimanevano forti”. Il Primo Ministro malese uscente Mahathir Mohamad ha annunciato un pacchetto di stimolo fiscale per 20 miliardi di RM.
In definitiva, dal 24 al 28 febbraio, i mercati azionari sono precipitati di diversi punti percentuali a livello globale, mentre a Wall Street gli indici hanno perso oltre il 10%. Si tratta della correzione più rapida nella storia del mercato dai massimi storici e ci sono voluti appena sei giorni per entrare in territorio di correzione. Il calo improvviso a fine febbraio era stato attribuito ai timori che la Cina potesse produrre uno shock economico globale, innanzitutto a causa della quarantena imposta dallo stato per combattere la pandemia di COVID-19, che all’epoca veniva classificata come un’epidemia. Nel giro di poche settimane, i titoli azionari sono caduti sufficientemente da entrare nel territorio di un mercato ribassista. A stimolare le paure tra gli investitori, le preoccupanti notizie sulla diffusione del virus in Sud Corea, Italia e Iran che hanno portato ad una svendita di massa nei mercati azionari dell’area Asia Pacifico e in quelli europei.

### 2-6 marzo
Nel fine settimana successivo, il Governatore della Banca del Giappone Haruhiko Kuroda ha affermato che la Banca del Giappone si sarebbe “sforzata di stabilizzare i mercati offrendo liquidità sufficiente tramite operazioni di mercato e acquisti di asset” e la Banca del Giappone ha successivamente annunciato che avrebbe riacquistato fino a 500 miliardi di ¥ (4.6 miliardi di dollari) di titoli di stato. Lunedì 2 marzo, i mercati azionari dell’area Asia-Pacifico e i mercati azionari europei hanno in gran parte terminato le perdite giornaliere consecutive della settimana precedente, mentre negli Stati Uniti, lo S&P 500 ha guadagnato il 3.9%, il NASDAQ Composite ha guadagnato il 3.7% e il Dow Jones Industrial Average ha chiuso in rialzo di 1126 punti (o il 4.4%, il suo maggior guadagno giornaliero dal 2009). I prezzi del petrolio hanno visto il loro aumento giornaliero più grande nel 2020, mentre i rendimenti sui titoli del Tesoro USA a 10 e 30 anni sono scesi rispettivamente all’1.03% e all’1.62%.
Il 3 marzo, i Ministri delle finanze e i dirigenti della banca centrale dei paesi del G7, hanno rilasciato una dichiarazione congiunta per “riaffermare l’impegno a utilizzare tutti gli strumenti politici appropriati” per far fronte all’impatto socioeconomico dell’epidemia, comprese “misure fiscali ove opportuno” con le banche centrali che avrebbero continuato ad “adempiere ai loro mandati, supportando in tal modo la stabilità dei prezzi e la crescita economica”. Nello stesso giorno, la Banca Centrale d’Australia e la Banca Centrale della Malesia hanno entrambe annunciato tagli di 25 punti base ai tassi overnight (portando il tasso australiano al suo livello storico più basso), la Banca Indonesia ha annunciato che a partire dal 16 marzo avrebbe tagliato il suo obbligo di riserva dall’8 al 4%, mentre la banca popolare cinese ha rifiutato di condurre operazioni di mercato aperto; il Ministro delle finanze sud coreano Hong Nam-ki ha annunciato un programma di stimolo fiscale del valore di 11.7 mila miliardi di ₩ (9.8 miliardi di dollari).
Sempre il 3 marzo, visto che la Banca del Messico si è rifiutata di tagliare ulteriormente il suo tasso overnight, il Ministro delle finanze messicano Arturo Herrera Gutiérrez ha annunciato un programma di stimolo fiscale al fine di accelerare la spesa pubblica. Il Federal Open Market Committee ha abbassato l’obiettivo di tasso sui fondi federali di 50 punti base, mentre il Presidente della Federal Reserve Powell ha dichiarato che la banca centrale “ha visto un rischio per le prospettive economiche e ha deciso di agire” e che “restava molto incerta l’entità e la persistenza dell’effetto complessivo [dell’epidemia] sull’economia degli Stati Uniti”. il 3 marzo, alla chiusura delle operazioni di scambio, i mercati azionari dell’area Asia-Pacifico e i mercati azionari europei erano prevalentemente saliti, ma lo S&P 500, il NASDAQ Composite e il Dow Jones Industrial Average sono tutti scesi (con il Dow che ha invertito più di due terzi dei guadagni del giorno precedente). I futures sul petrolio sono aumentati e i rendimenti sui titoli del Tesoro USA a 10 e 30 anni sono scesi ai minimi record rispettivamente dello 0.91% e dell’1.60% (verificandosi per la prima volta nella storia un calo sotto l’1% dei rendimenti a 10 anni).
Il 4 marzo, i mercati azionari dell’area Asia-Pacifico e quelli europei hanno continuato in gran parte l’aumento (il KOSPI è salito del 2%), mentre lo S&P 500 è salito del 4.2%, il NASDAQ Composite è salito del 3.8% e il Dow Jones Industrial Average ha inverito le perdite del giorno precedente salendo di 1173 punti (o del 4.5%). Tuttavia, i futures sul petrolio sono scesi e i rendimenti sui titoli del Tesoro USA a 10 e 30 anni hanno concluso rispettivamente allo 0.99% e all’1.64%. La Banca del Canada e la Saudi Arabian Monetary Authority hanno annunciato un taglio di 50 punti base rispetto ai loro tassi overnight e di pronti contro termine, la Direttrice operativa del Fondo Monetario Internazionale Kristalina Georgieva ha annunciato un nuovo programma di linea di credito di emergenza da 50 miliardi di dollari per aiutare i paesi a basso reddito e i paesi dei mercati emergenti con risposte politiche all’epidemia e la Banca centrale del Brasile ha annunciato che avrebbe messo all’asta fino a un miliardo di dollari in operazioni di swap in valuta.
Il 5 marzo, i mercati azionari dell’area Asia-Pacifico hanno proseguito il rialzo mentre i mercati azionari europei hanno chiuso al ribasso. Lo S&P 500, il NASDAQ Composite e il Dow Jones Industrial Average sono tutti scesi di oltre il 3%. I futures sul petrolio sono saliti a seguito di rapporti per cui l’OPEC aveva concordato con la Russia di tagliare la produzione, mentre i rendimenti sui titoli del Tesoro USA a 10 e 30 anni sono scesi rispettivamente allo 0.91% e all’1.54%. La Banca Centrale d’Argentina ha tagliato il suo tasso bancario di altri 200 punti base e dopo essersi rifiutata di tagliare il suo tasso overnight il 27 febbraio, la Banca di Corea ha rinnovato un accordo di swap su valute con la Banca Indonesia. Il 6 marzo, i mercati azionari di tutto il mondo hanno chiuso in calo (anche se il Dow Jones Industrial Average, il NASDAQ Composite e lo S&P 500 hanno chiuso la settimana in aumento). I prezzi del petrolio sono scesi del 9% (il maggior calo giornaliero in 11 anni), mentre i rendimenti sui titoli del Tesoro USA a 10 e 30 anni sono scesi a nuovi minimi record sotto lo 0.71% e all’1.22% rispettivamente. Il presidente degli Stati Uniti Donald Trump ha firmato un disegno di legge d’emergenza per contromisure rispetto alla pandemia e per lo stanziamento di 8.3 miliardi di dollari di spesa pubblica.

#### La guerra dei prezzi del petrolio tra Russia e Arabia Saudita
La riduzione della richiesta di viaggi e la mancanza di attività di fabbrica dovute alla pandemia di COVID-19 hanno fortemente influenzato la domanda di petrolio, causandone una caduta del prezzo. A metà febbraio, l’International Energy Agency ha previsto che la crescita della domanda di petrolio nel 2020 sarebbe stata la più ridotta dal 2011. Il crollo della domanda cinese ha dato luogo al meeting dell’Organization of the Petroleum Exporting Countries (OPEC) per discutere un potenziale taglio alla produzione e bilanciare la perdita di domanda. A seguito di una riunione a Vienna il 5 marzo 2020, il cartello aveva tentato di concordare un taglio alla produzione di petrolio di 1.5 milioni di barili al giorno, portando così i livelli di produzione al loro minimo dalla Guerra in Iraq.
Dopo che il 6 marzo OPEC e Russia non sono riuscite a concordare tagli alla produzione di petrolio e il 7 marzo sia l’Arabia Saudita che la Russia hanno annunciato aumenti alla produzione di petrolio, i prezzi del petrolio sono caduti del 25%. L’8 marzo, l’Arabia Saudita ha improvvisamente annunciato che avrebbe aumentato la produzione di petrolio greggio e l’avrebbe venduto con uno sconto (di 6-8$ al barile) ai clienti in Asia, negli Stati Uniti e in Europa a seguito della rottura dei negoziati, quando la Russia ha respinto le proposte per tagliare la produzione. Gli sconti maggiori sono stati destinati ai clienti petroliferi russi nell’Europa nord-occidentale.
Prima dell’annuncio, il prezzo del petrolio è crollato di oltre il 30% rispetto ai livelli di inizio anno e subito dopo l’annuncio dell’Arabia Saudita, è sceso di un ulteriore 30 per cento, anche se in seguito è riuscito in qualche modo a recuperare. La notte dell’8 marzo il greggio Brent, utilizzato per valutare i due terzi delle forniture mondiali di petrolio greggio, ha sperimentato il suo maggior calo dalla Guerra del Golfo del 1991. Inoltre, il prezzo del West Texas Intermediate è sceso al suo livello più basso da febbraio 2016. L’esperto di energia Bob McNally ha indicato: “Questa è la prima volta nella storia dal 1930/31 che un forte e negativo shock della domanda ha coinciso con uno shock dell’offerta”; in quel caso fu lo Smoot–Hawley Tariff Act a scatenare un collasso del commercio internazionale durante la Grande Depressione, in concomitanza con la scoperta del giacimento petrolifero del Texas orientale ai tempi del boom petrolifero in Texas. I timori per la guerra dei prezzi del petrolio russo-saudita hanno provocato un crollo nei mercati azionari degli Stati Uniti, in particolar modo con ripercussioni sui produttori americani di olio di scisto.

### 6-13 marzo
Prima dell’apertura, il mercato futures sul Dow Jones Industrial Average ha subito un calo di 1300 punti, a causa del coronavirus e della caduta del prezzo del petrolio descritta sopra, innescando un trading curb (un blocco delle contrattazioni) anche definito circuit-breaker, che ha causato la sospensione degli scambi del mercato dei futures per 15 minuti. Questo calo previsto di 1300 punti si stabilirà il 9 marzo come la maggiore perdita di punti subita dal Dow Jones Industrial Average in un singolo giorno. Quando il mercato ha aperto il 9 marzo, il Dow Jones Industrial Average è precipitato di 1800 punti all’apertura, 500 punti in meno rispetto alla previsione.
Il Dow Jones Industrial Average degli Stati Uniti ha perso più di 2000 punti ed è stato descritto dal The News International come “il più grande calo mai avvenuto nel trading infragiornaliero”. Il Dow Jones Industrial Average ha colpito un certo numero di “circuit breakers” durante gli scambi per arginare la vendita da panico. Le compagnie petrolifere Chevron ed ExxonMobil sono scese di circa il 15%. Negli Stati Uniti, anche il NASDAQ Composite ha perso oltre 620 punti. Lo S&P 500 è sceso del 7.6%. I prezzi del petrolio hanno perso il 22% e i rendimenti sui titoli del Tesoro USA a 10 e 30 anni sono scesi rispettivamente sotto lo 0.40% e all’1.02%. Il canadese S&P/TSX Composite Index ha concluso la giornata perdendo oltre il 10%. Il brasiliano IBOVESPA ha rinunciato al 12%, cancellando oltre 15 mesi di guadagni per l’indice. L’australiano ASX 200 ha perso il 7.3%, il suo maggior calo giornaliero dal 2008, anche se poi ha rimbalzato più tardi in giornata. Il FTSE 100 di Londra ha perso il 7.7%, subendo il suo calo peggiore dalla crisi finanziaria del 2008. BP e Shell Oil hanno sperimentato nella giornata cali dei prezzi di circa il 20%. Anche FTSE MIB, CAC 40 e DAX sono crollati, e l’Italia è stato il paese maggiormente colpito dalla pandemia di coronavirus. Gli indici europei sono scesi rispettivamente dell’11.2%, dell’8.4% e del 7.9%. Lo STOXX Europe 600 è sceso più del 20% rispetto al suo picco precedentemente colpito durante l’anno.
In un certo numero di mercati asiatici (Giappone, Singapore, Filippine e Indonesia) le azioni hanno perso oltre il 20% rispetto ai loro picchi recenti, entrando in territorio ribassista. In Giappone, il Nikkei 225 è sceso del 5.1%. In Singapore, lo Straits Times Index è sceso del 6.03%. In Cina, il CSI 300 Index ha perso il 3%. A Hong Kong, l’indice Hang Seng è sprofondato del 4.2%. In Pakistan, il PSX ha assistito al suo crollo infragiornaliero peggiore nella storia del paese perdendo 2,302 punti, o il 6.0%. Il mercato ha chiuso con l’indice KSE 100 giù del 3.1%. In India, il BSE SENSEX ha chiuso con una perdita di 1942 punti ai 35,635 mentre il NSE Nifty 50 è sceso di 538 punti ai 10,451.
Bob McNally, ex consigliere per l’Energia della Casa Bianca sotto l’amministrazione di George W. Bush, ha constatato: “questa è la prima volta dal 1930/31 che un forte e negativo shock della domanda ha coinciso con uno shock dell’offerta”; in quel caso fu lo Smoot–Hawley Tariff Act a scatenare un collasso del commercio internazionale durante la Grande Depressione, al momento della scoperta del giacimento petrolifero del Texas orientale durante il boom petrolifero in Texas. Il The Washington Post ha ipotizzato che le turbolenze legate al coronavirus potevano scatenare un collasso della bolla del debito societario, innescando e peggiorando una recessione. La Banca Centrale della Russia ha annunciato di voler sospendere gli acquisti sul mercato dei cambi nei mercati nazionali per 30 giorni, mentre la Banca centrale del Brasile ha messo all’asta in due transazioni separate altri 3.465 miliardi di dollari sul mercato dei cambi e la Banca del Messico ha aumentato il suo programma di finanziamento in valuta estera tramite asta da 20 miliardi di dollari a 30 miliardi di dollari. Dopo aver annunciato il 2 dicembre programmi di stimolo fiscale per 120 miliardi di dollari, il Primo Ministro giapponese Shinzo Abe ha comunicato una spesa pubblica aggiuntiva e anche il Ministro delle finanze indonesiano Sri Mulyani ha annunciato ulteriori stimoli.

## Confronto fondamentale dei crolli di borsa
Nel caso del peggior crollo del mercato azionario mai avvenuto, nel 1929, si ritiene che il crollo iniziale del mercato abbia scatenato una crisi di liquidità a causa della sovraesposizione di istituzioni e governi finanziari, che ha poi avuto un effetto secondario nel causare un'enorme riduzione della domanda. Nel caso del crollo del 2008, la domanda macroeconomica è stata mantenuta, probabilmente dal programma internazionale coordinato di ingenti prestiti governativi coordinati a livello internazionale. Il crollo del mercato azionario del 1973 ebbe luogo in circostanze relativamente insolite, essendo probabilmente più il risultato di una recessione emergente e non la causa.
Gli ultimi decenni hanno prodotto alcuni casi in cui a bruschi ribassi sono seguiti recuperi altrettanto rapidi, come i crolli di mercato di breve durata del 1987, 1990 e 1998. In tutti questi eventi, è possibile che i crolli siano stati causati da eventi insoliti, che ad un esame più attento si sono rivelati molto meno preoccupanti di quanto apparissero inizialmente. Ad esempio, i crolli del 1987 e del 1998 furono probabilmente correzioni da tempo attese in mercati rialzisti molto maturi innescati dal crescente contagio del debito. Nel 1987 e nel 1998, il forte calo del mercato non solo ha visto recuperi molto rapidi, ma ha continuato a generare nuovi mercati rialzisti. Il crollo del 1990 è stato causato dall'invasione a sorpresa dell'Iraq e dall'annessione dello stato del Kuwait, all'epoca è stato un grande shock psicologico poiché sembrava accadere dall'oggi al domani senza preavviso. L'invasione irachena ha scatenato il timore che una guerra devastante dal punto di vista ambientale sarebbe presto accaduta e che avrebbe probabilmente comportato gravi perturbazioni del flusso di greggio a livello globale. Tuttavia, come è accaduto, almeno per le persone al di fuori della regione, queste paure si sono rivelate drammaticamente esagerate.
Ci sono fattori fondamentali che suggeriscono che il crollo del 2020 sarà in definitiva tanto dannoso quanto il crollo del mercato del 1973 e persino il crollo del 1929.

### Confronto tecnico del mercato azionario orso USA (1929-2020)
Viene tipicamente definito un mercato orso (o ribassista) quando in principio si ha un calo nel valore di un principale indice di mercato di almeno il 20% dal massimo al minimo. Una qualifica utile è accettare i massimi di mercato di tutti i tempi come picchi validi, perché vi è il dubbio che un mercato sia rialzista quando sta creando un nuovo prezzo elevato di tutti i tempi. Secondo questa definizione, ci sono stati 13 mercati ribassisti negli Stati Uniti dal 1929, incluso il mercato ribassista del 2020. Il mercato ribassista del 2020 è già il settimo mercato orso più grave dal 1929.
Diversi confronti tecnici dovrebbero essere fatti tra il mercato al ribasso del 2020 e i mercati al ribasso che si sono verificati negli Stati Uniti dal 1929:
- Il mercato degli orsi del 2020 ha visto la più rapida transizione verso il mercato mai vista.
- Solo un altro mercato al ribasso ha registrato un calo percentuale grande rispetto a quello osservato nel 2020 senza continuare a registrare un calo massimo dall'alto al basso di almeno il 50%.
- I due più recenti mercati al ribasso avvenuti nel 21º secolo hanno visto ciascuno un calo da massimo a minimo superiore al 50%. Probabilmente, la relativa volatilità dei crolli è aumentata all'aumentare delle dimensioni e della tecnologia dei mercati. È possibile che l'aumento degli algoritmi ad alta frequenza e il livello generale di partecipazione al mercato abbiano teso ad accelerare le dimensioni e la velocità degli crolli anomali.
- Il 75% dei peggiori mercati orso dal 1929 ha impiegato almeno 185 giorni di negoziazione per scendere di almeno il 20%. Quei mercati orso che si sono verificati più rapidamente tendevano a subire cali finali meno gravi. Questo fattore finale suggerisce che il mercato ribassista del 2020 vedrà probabilmente una rapida ripresa in un eventuale mercato rialzista.

## Etimologia
Poiché l’hashtag #BlackMonday è stato un trend su Twitter, il giorno in cui si è verificato le agenzie di stampa come Associated Press, The Economist e Yahoo Finance UK ne hanno adottato il termine. Inizialmente The Guardian lo aveva denominato “Crash Monday”, ma in seguito l’ha chiamato “Il Black Monday del 2020” per distinguerlo dall’omonimo crollo del 1987. L’Associated Press ha anche citato un analista della società finanziaria australiana OFX che ha detto: “un insieme di shock ha mandato in delirio i mercati, in quello che può essere descritto solo come Lunedì Nero. Una combinazione di fattori quali la guerra dei prezzi del petrolio tra Russia e Arabia Saudita, il crollo delle azioni e l’escalation dei timori per il coronavirus ha creato un cocktail mortale che ha solo peggiorato i postumi della scorsa settimana”.